# Csíksomlyói Római Katolikus Gimnázium
A volt Csíksomlyói Római Katolikus Gimnázium épülete Csíksomlyón, (ma a település Csíkszeredához tartozik) a Szék útja 152. szám alatt található szabadon álló emeletes középület. 1992-től az épület Románia hivatalos műemléklistáján a HR-II-m-B-12746 sorszámon szerepel, amelyre nem építészeti értékéért, hanem történelmi jelentőségéért került fel. Ez a történelmi jelentőség nemcsak azért fontos, mert annyi kiemelkedő személyiség és több katolikus püspök iskolája volt, hanem főleg azért is, mert évszázadokon keresztül az erdélyi katolikus oktatás és nevelés egyik legősibb és legjelentősebb központja volt.

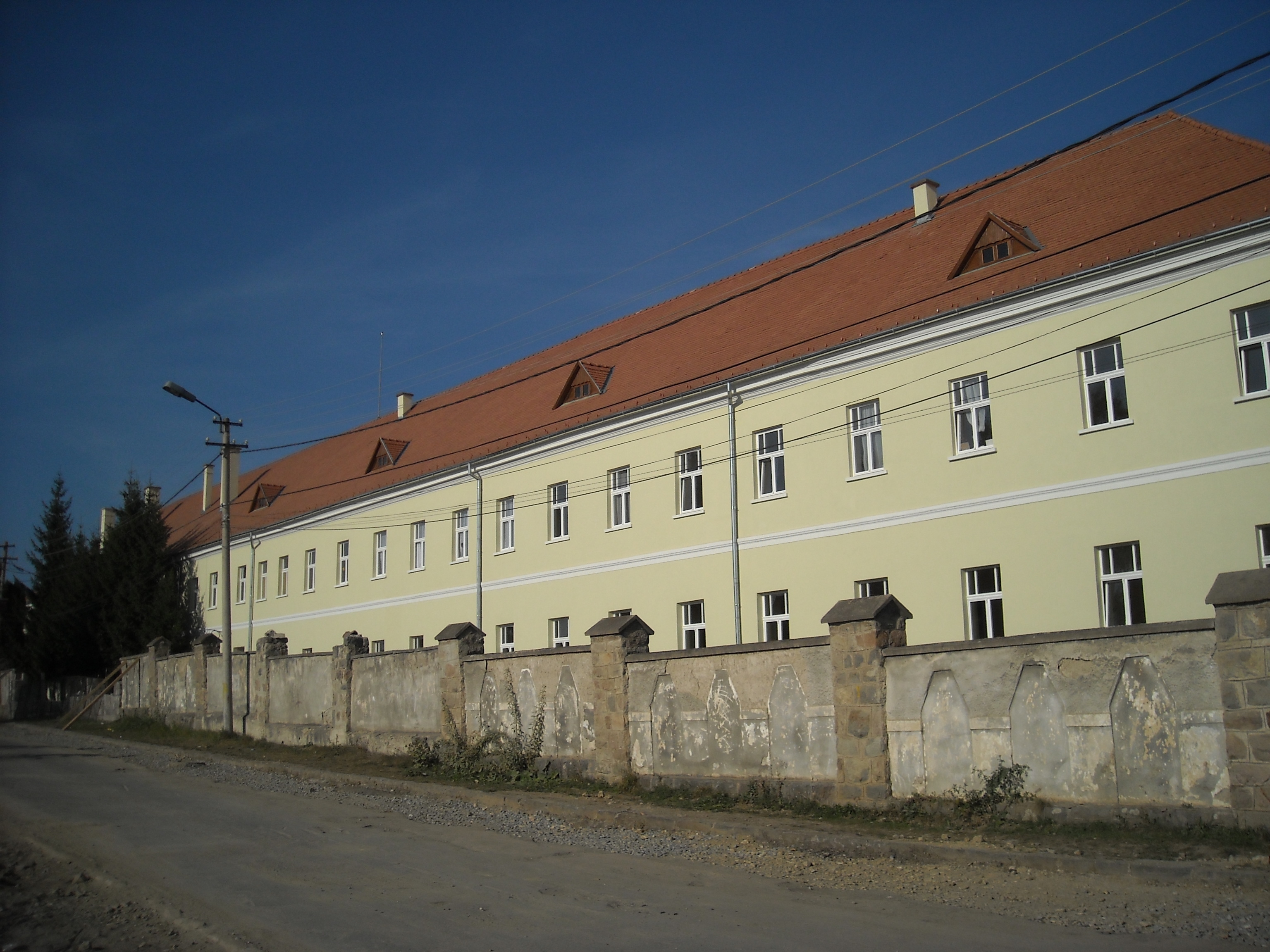
A Csíksomlyói Római Katolikus Gimnázium épülete 2009-ben

## Az épület rendeltetése
Az 1780–1782 között elkészült épületben, eredeti rendeltetésének megfelelően 1911-ig a csíksomlyói római katolikus gimnázium működött, amely akkor Csíkszeredába költözött át. A megüresedett épületet a Csíki Magánjavak vásárolta meg és árvaházat működtetett benne, 1913-tól. A kommunizmus évei alatt állami árvaház volt benne, majd 2004-ben a román állam visszaszolgáltatta a Csíki Magánjavaknak. 2008-ban a Magánjavak átadta 99 évi használatra a Dévai Szent Ferenc Alapítványnak, amely a Csíkszeredában továbbtanuló gyermekek, fiatalok számára kollégiumot létesített benne.

## Leírása
A mára fennmaradt épület magvát az 1780-ban épített hattermes, földszintes épület képezi. A többszörös bővítések eredménye ma egy aránytalanul hosszú, 105 méteres, emeletes épület, melynek homlokzata teljesen egyszerű, egyetlen plasztikai eleme a két szintet elválasztó egyszerű övpárkány. Ablakai egyenes záródásúak, díszítés nélküliek. Két lépcsőháza az épület közepén és az északnyugati szárny végében helyezkedik el. Legutóbbi bővítése a hátsó homlokzatához épített vizesblokk. Fedele egyszerű, kontytető. Külső díszítések, feliratok ma már nem láthatók. Földszinti termeinek fedése boltíves. Udvarát magas kerítésfal veszi körül.
1992-től az épület Hargita megye hivatalos műemléklistáján szerepel. Erre nem építészeti értékéért, hanem történelmi jelentőségéért került fel, mivel annyi kiemelkedő személyiség és több katolikus püspök iskolája volt, s évszázadokon keresztül az erdélyi katolikus oktatás-nevelés egyik legősibb és legjelentősebb központja.

## A római katolikus gimnázium rövid története 1911-ig
A csíksomlyói ferences szerzetesek nemcsak a lelki élet gondozói, hanem a tudomány művelői és a népoktatás terjesztői is voltak.
A ferences kolostor és gimnázium múltját kutatók a fellelhető utalások, források alapján bizonyosnak tartják, hogy elemi szintű oktatás már a XVI. században létezett a kolostor mellett. Mindannyian hivatkoznak Szentandrásy István (1571-1630) ferences pap, majd püspök kijelentésére, amely szerint alsóbb fokú tanulmányait a csíki ferenceseknél végezte.
Az eddigi kutatások alapján viszont még nem tekinthető bizonyosnak, hogy már akkor középfokú oktatás működött a kolostor mellett.
A csíksomlyói ferences gimnázium XVII. századi létezésére vonatkozóan a kutatók közvetett bizonyítékokat hoznak fel, amelyek 1626-ból valók.
1630-as keltezésű az első hitelesnek tartott írásos dokumentum, amely igazolja az iskola létét. Pálfi István kolozsmonostori rekvizitor 1630 augusztusában kelt levelében (tanszerekért felelős) öt könyvet adományozott a „csíki kollégium használatára”.
1653. január 25-én II. Rákóczi György a gyulafehérvári Országgyűlésen elhatározta a kolozsmonostori, udvarhelyi és somlyói templomok, kolostorok és „collégiumok” további fenntartását.
Az 1661-ben a török-tatár betörés idején tönkrement iskola újjáépítéséhez páter Damokos Kázmér fogott hozzá.
1666. július 12-én a somlyói ferencesek, a Rómában székelő De Propagande Fidehez írt levélben segítséget kértek az iskola építéséhez, amit meg is kaptak, ebből a levélből tudjuk, hogy ebben az időben 60 tanulója volt az iskolának.
Az építkezést 1669-ben fejezték be, páter Kájoni János zárdafőnöksége alatt. Ebben az időben a somlyói iskolában grammatika és humán osztályok működtek, ahol latin nyelvű oktatás folyt, és a csíki ifjakon kívül fogarasiak és moldvaiak is tanultak.
1667-től világi tanárokat is alkalmaztak, a tanítást pedig Róma támogatta.
Az első csíksomlyói diáknévsorokat P. Sávai János szegedi teológiatanárnak köszönhetően ismerjük, 1669-ből és az azt követő néhány évből. 1690-ben 171, 1694-ben 200 tanulója volt az iskolának.
1699-ben felvetődött az iskola bővítésének és egy új iskola építésének gondolata, valamint a más vidékről jött tanulók (háromszékiek, fogarasiak, moldvaiak) számára kollégium építése.
Lukács Mihály, aki 1692–94 között az iskola tanulója, majd az 1698–99-es tanévben tanára, 1725. szeptember 2-án már mint apostoli jegyző és kozmási plébános írt levelet Csíkszék hatóságához, amelyben értesítette a szék vezetőségét, hogy hajlandó néhány bentlakó tanulónak a költségét fedezni. Ugyanazon év november 21-én kelt végrendeletében vagyona örököséül az általa alapított csíksomlyói szemináriumot jelölte meg.
1731–34 között összesen 353 tanulót tartottak számon. Ebben az időben a már meglévő osztályok mellett „retorika” és „poézis” osztályokat is létrehoznak.
1733-ra felépült az új osztályoknak megfelelő iskolaépület, a régitől keletre. Az emeletes épület jobbszárnyának földszintjén az elemi iskola, az emeleten pedig az alapítványi tanulók hálóterme kap helyet. Balszárnyának földszintjén az alapítványi tanulók tanterme, az emeleten pedig a két új osztályt helyezik el. Középen volt a színielőadások terme. A kőalapokra fából emelt épület nemsokára leégett. A következő évben a színház balszárnyához még egy részt építettek. Az „íves helyiséget” (valószínű boltíves) az időközben megalakult Mária Társulat használja oratóriumnak (imateremnek, házi kápolnának).
1735-ben a színielőadások terme elé előcsarnokot építenek, tölgyfából.
A szerzetesek nevelési rendszerében fontos szerepet játszottak a színielőadások is.
A csíksomlyói szerzetestanárok főként misztériumjátékokat, vallásos tárgyú színjátékokat írtak, amelyeket a diákok adtak elő. Erre kiváló lehetőséget nyújtottak a Mária tiszteletére rendezett pünkösdi búcsúk. Az előadásokat a búcsú körmenete után mutatták be a Kissomlyó oldalán elhelyezett szabadtéri színpadon. Húsvét nagyhetén tartották a passiójátékokat, a nagypénteki misztériumokat. A székelyföldi színjátszás kezdetét is jelentették ezek az előadások. A csíksomlyói iskolai színjátszás virágkora 1720–1784 közé tehető.
1754-ben hozzáfogtak egy új iskolaépület felhúzásához. Ebben az időszakban újították fel teljes egészében a templomtól az iskoláig vezető, 117 méter hosszú, kőlábakon álló, fedett folyosót, amelyet 1741-ben építettek Potyó Bonaventura és Kun László tanárok, valamint Csathó Elek szerzetes atya hozzájárulásával. (Ezt a folyosót 1911-ben bontották le.)
Az 1754-ben elkezdett építkezés azonban támogatás hiányában abbamaradt, csak 1780-ban folytatódott.
1780 júniusában elkezdődött az új iskolaépület felépítése. A teljes egészében kőből és téglából épült iskola anyagát a csíki falvak szolgáltatták példaadó összefogással.
Már 1781 őszén megindult a tanítás az új iskolaépületben, amelyhez kapcsolva színielőadásokra alkalmas pavilont is emeltek. Az építendő szeminárium alapkövét 1781 májusában rakták le.
1782. január 6-án avatták fel a kész épületet, amely földszintes volt. Az avatási ünnepre a kor divatja szerint vers is íródott, amely sajnos, nem maradt fenn. A csíki papság mellett jelen volt a tiszti kar és a csíki birtokosság is.
Mária Terézia 1773-as rendeletét követően, amely a német nyelvet tette kötelezővé az oktatásban, az iskola tanulóinak száma jelentősen apadt.
Bándi Vazul, a gimnázium egykori tanára, és 1891–1900 között igazgatója, 1896-ban kiadott, a Csíksomlyói Római Katholikus Főgimnázium története címet viselő, rendkívül részletes, alaposan dokumentált iskolatörténeti monográfiájában beszámol arról is, hogy 1815-re az iskola épülete nagyon rossz állapotba került, s főgondnoka, Sándory Mihály főkirálybíró elkészítette a javítási munkák költségvetését.
1830-ban a szeminárium bővítésével párhuzamosan felvetődött a gimnázium bővítésének gondolata is.
1834-ben Györfi Ferenc, a gimnázium igazgatója és a rendház főnöke azzal a kéréssel fordult a Guberniumhoz, hogy az új szeminárium építésével egyben a gimnázium épületét is bővítsék ki. Kérését jóváhagyják, építési biztosként Puskás Tamás csíksomlyói plébánost jelölték ki, az építőmester pedig Kremer János volt.
Az építkezés 1837 tavasza és 1838 ősze között zajlott.
A csíksomlyói diákság életében is sorsfordító jelentőségű volt az 1848–49-es forradalom és szabadságharc. A forradalmi eszmék által lelkesített diákság darabokra törte a császári hatalmat jelképező kétfejű sas alakzatokat Várdotfalván, Csobotfalván és Csíktaplocán. 1848-ban a tanodát katonai célokra foglalták le.
Az iskola csak 1851-ben nyitotta meg újra kapuit előbb az elemi osztályok számára és a kolostorban. A katonaság által lefoglalt épületet fokozatosan és nehezen tudták visszaszerezni.
1857-től rendre megnyíltak az V., VI., VII. osztályok.
1858-ban Haynald Lajos erdélyi püspök támogatásával P. Simon Jukundián zenetanár, több közismert egyházi ének szerzője, Csíksomlyón kántor- és tanítóképzőt alapított, amelynek 25 évig volt igazgatója. A gimnázium mellett működő tanítóképzőben tanultak a XIX. század második felének és a XX. század első felének jól képzett kántortanítói.
1873-ban Imets Fülöp Jákó akkori igazgató buzgólkodásának köszönhetően nyolcosztályossá, azaz főgimnáziummá fejlesztették az iskolát.
1888-ban a gimnázium épülete nagyobb átalakításon ment át újból, amikor a szeminárium részére megvásárolták a megüresedett csíksomlyói székházat. Így a régi épület délkeleti szárnyát 14 méterre kitoldották, és Löwinger Miksa mérnök terve szerint több közfalat lebontottak, illetve áthelyeztek. Az így átalakított szárnyban rendezkedett be a gimnázium. Az északnyugati részét 8 teremmel a tanítóképző kapta meg.
Az 1889–90-es tanévi oktatás már az új épületben kezdődött. Közben egyre nőtt a gimnáziumi tanulók száma és az 1900-as évek elején újra elengedhetetlen volt a bővítés és a korszerűsítés.
Az 1890-es években egyre gyakrabban vitatták meg a gimnázium Csíksomlyóról Csíkszeredába való átköltöztetésének kérdését. A döntést hosszas vita előzte meg.
1911-ben az iskola átköltözött Csíkszeredába, a kor elvárásainak megfelelően felépített új, szecessziós stílusú, impozáns palotába, a mai Márton Áron Gimnázium épületébe, miután a ferencesek átadták fenntartásra az egyházmegyének. A Csíkszeredába költöztetett középiskola 1948-ig működött római katolikus gimnáziumként.
A Csíksomlyón megüresedett épületet megvásárolta a Csíki Magánjavak a közben megalakult árvaház számára, amely újabb átalakítások után, 1913-ban kezdte meg működését.

## A csíksomlyói főgimnázium igazgatói
Az iskola alapításától 1848-ig a csíksomlyói kolostor főnökei töltötték be az igazgatói tisztséget. 1848–1851 között, a szabadságharc idején és az osztrák abszolutizmus terrorja miatt a tanítás szünetelt.
A gimnázium igazgatói 1851-től 1911-ig, a Csíkszeredába való átköltözésig:
- 1851-1852 Varga Kelemen
- 1852-1854 Szontagh József
- 1854-1859 Bodó Alajos
- 1859-1864 Horváth Károly
- 1864-1865 Both Ferenc
- 1865-1870 Nagy Imre
- 1870-1891 Imets Fülöp Jákó
- 1891-1900 Bándi Vazul
- 1900-1911 Pál Gábor
- 1911-től  Kassai Lajos, ebben az évben költözött át a gimnázium a mai Márton Áron Gimnázium épületébe.

## Külső hivatkozások
- Csíkszereda weboldala